# AD Andromedae
AD Andromedae (AD And) là một sao đôi trong chòm sao Tiên Nữ (Andromeda). Cấp sao biểu kiến tối đa của nó là 11,2, nhưng độ sáng giảm khoảng 0,62 cấp trong thiên thực chính và 0,58 trong thiên thực phụ. Nó được phân loại là sao biến quang Beta Lyrae với chu kỳ gần một ngày.

## Hệ thống
Hệ thống AD Andromedae bao gồm hai ngôi sao dãy chính gần nhau thuộc loại quang phổ A0V. Chúng quay gần nhau đến mức chúng có hình dạng elip do tương tác hấp dẫn giữa chúng gây ra.
Sự hiện diện của một thiên thể thứ ba với khối lượng tối thiểu là 2,21 M☉ trong hệ thống này đã được đề xuất; tuy nhiên, nó phải đóng góp đáng kể vào ánh sáng phát ra từ hệ thống nhưng điều này chưa được phát hiện. Một giải pháp khả thi là có hai ngôi sao chưa nhìn thấy, nhưng ít đồ sộ hơn và phát sáng hơn, quay quanh nhau.

## Biến thiên
Mặt phẳng quỹ đạo của hai ngôi sao này thẳng hàng với đường ngắm từ Trái Đất, vì vậy mỗi sao thành phần sẽ che khuất (thiên thực) sao kia khi đi qua phía trước nó. Trong AD Andromedae, chu kỳ này lặp lại với khoảng thời gian 0,986 ngày (thêm khoảng 20 phút là đủ 1 ngày).
Một biến thiên theo chu kỳ 14,3 năm trong chu kỳ quỹ đạo của hệ thống sao đôi này đã được báo cáo, và đây có thể là hiệu ứng của một thiên thể khác quay quanh hệ thống này.